# The Clairvoyant
«The Clairvoyant» es una canción escrita por el bajista Steve Harris y publicada el 7 de noviembre de 1988. Es el decimonoveno sencillo de Iron Maiden, y el tercero de su álbum Seventh Son of a Seventh Son, lanzado ese mismo año. El sencillo debutó como número seis en las listas del Reino Unido. Contiene tres canciones en directo del festival de Iron Maiden de 1988 en el Monsters of Rock en Donington Park.
The Clairvoyant relata las reflexiones del séptimo hijo del séptimo hijo sobre su vida y sus poderes, el ya es ahora un total clarividente y tiene control sobre sus visiones. Aunque esto rápidamente se transforma en insoportable y confunde la realidad con sus visiones y la única salida para él es la muerte, aunque la causas de esta no es explícita. La canción empieza a ser relatada en primera persona y luego es relatada en tercera persona.
El video de la canción, a pesar de que el audio es el de la versión de estudio, incluye partes en directo del concierto en 1988 en Donington.

## Lista de canciones
1. "The Clairvoyant" (Steve Harris) – 4:16
2. "The Clairvoyant" (en directo) (Harris) – 4:27
3. "The Prisoner" (en directo) (Harris) – 6:08
4. "Heaven Can Wait" (en directo) (Harris) – 7:08

## Versiones
- La banda argentina, Jeriko grabó una versión de la canción en 1999 para su álbum "Tensiones".[4]
- La banda tributo de mujeres, The Iron Maidens, grabaron una versión en vivo de esta canción en 2005, para el DVD del álbum, "Route 666" con la colaboración de Michael Kenney en teclados.

## Miembros
- Steve Harris – bajo, coros
- Bruce Dickinson – voz
- Dave Murray – guitarra
- Adrian Smith – guitarra, coros
- Nicko McBrain – batería